# Shenyang J-6
Шэньян J-6 (кит. трад. 殲撃六型, упр. 歼撃六型, пиньинь Jiān jī liù xíng, палл. Цзянь цзи лю син или 歼-6, Jiān-6, J-6, буквально Истребитель модель 6; экспортное обозначение — F-6, Код НАТО: Farmer) — истребитель МиГ-19, производившийся по лицензии в Китае. Самый массовый истребитель ВВС Китая.

## История создания
В конце 1950-х годов Советский Союз передал Китаю документацию для производства МиГ-19П, всепогодного перехватчика с РЛС. Первый самолёт китайской постройки впервые поднялся в воздух 17 декабря 1958 года. Серийный выпуск J-6 был освоен на заводе в Шэньяне.
На заводе в Нанчанге развернули лицензионное производство самолётов МиГ-19П и МиГ-19ПМ. Китайский МиГ-19П (получивший название J-6I) поднялся в воздух 28 сентября 1958 года, а китайский вариант МиГ-19ПМ (получивший название J-6II) совершил первый полёт в марте 1959 года.
В 1967 году было начато производство маловысотных разведчиков JZ-6. Позже два самолёта были переоборудованы в высотные разведчики, а одну машину в разведчик для всех типов высот.
В декабре 1973 года развернули производство учебно-тренировочного варианта самолёта под названием JJ-6, разработка которого велась с 1966 года, а первый полёт произвели 6 ноября 1970 года. Серийный выпуск продолжался до конца 1986 года. Было построено 634 самолёта.
В конце 1960-х годов самолёт перестал удовлетворять современным требованиям и было принято решение начать глубокую модернизацию. Был установлен новый двигатель WP6A, изменена форма крыльев, установлен нерегулируемый конус в воздухозаборнике. Первый полёт нового истребителя, получившего название J-6III, состоялся 6 августа 1969 года. Новый самолёт продемонстрировал заметное улучшение характеристик и было развёрнуто его серийное производство до окончания полного цикла испытаний. Впоследствии выявилась неудовлетворительная работа некоторых узлов. Несколько сотен уже произведённых самолётов отправили на завод для доработки.
В 1977 году на вооружение стали поступать модернизированные всепогодные истребители с бортовой РЛС.
Официально снят с вооружения ВС Китая 12 апреля 2010 года.

## Модификации
- J-6 — фронтовой истребитель.
- J-6I — всепогодный перехватчик.
- J-6II — всепогодный перехватчик, имевший на борту только ракетное вооружение.
- J-6III — модернизированный вариант J-6.
- J-6А — модернизированный вариант J-6II.
- F-6 — экспортный вариант J-6.
- JZ-6 — разведывательный самолёт.
- JJ-6 — двухместный учебно-тренировочный самолёт.

## Тактико-технические характеристики

### Технические характеристики
- Экипаж: 1 человек
- Длина: 12,6 м (14,9 м со штангой ПВД)
- Размах крыла: 9,2 м
- Площадь крыла: 25,0 м²
- Масса пустого: 5760 кг
- Масса нормальная взлётная: 8965 кг (2x760 л ПТБ, 2 УР PL-2)
- Масса максимальная взлётная: 10 000 кг
- Двигатели: 2× ТРДФ W-6
  - максимальная тяга: 2× 25,5 кН
  - тяга на форсаже: 2× 31,87 кН

### Лётные характеристики
- Максимальная скорость: 1540 км/ч
- Максимальная скорость у земли: 1340 км/ч
- Крейсерская скорость: 917 км/ч
- Дальность полёта: 1390 км без ПТБ, 2200 км с ПТБ (2x760 л)
- Практический потолок: 17 900 м
- Скороподъёмность: 160 м/с (9600 м/мин)

### Вооружение
- Пушки: 3×30 мм (НР-30); общий боезапас — 195 снарядов
- Точек подвески: 4

## Операторы
Бывшие:
Албания
Мьянма
Иран
Бангладеш
Пакистан
Египет
 КНДР - 4 авиаполка J-6 (100 Миг-19/J-6), по состоянию на 2016 год